# Erywań
Erywań (orm. Երևան, Jerewan, wym. w IPA: /jɛɾɛˈvɑn/ ( odsłuchaj); ros. Ереван trb. Jeriewan trl. Erevan), błędne spolszczenie Erewan – stolica i największe miasto Armenii, prowincja specjalna, jeden z głównych ośrodków przemysłowych, naukowych i kulturalnych Zakaukazia. Jedno z najstarszych miast regionu, o ponad 2800-letniej historii, założone jako Erebuni w 782 p.n.e.

## Nazwa miasta w języku polskim
Według publikacji Głównego Urzędu Geodezji i Kartografii z 2003, na mocy decyzji Komisji Standaryzacji Nazw Geograficznych poza Granicami Rzeczypospolitej Polskiej, obowiązującą w języku polskim formą jest „Erywań”. W latach 80. XX wieku często używana była forma „Erewań”, upowszechniona szczególnie w dowcipach o Radiu Erewań. Pochodną nazwy rosyjskiej, przez długi czas podawaną przez Słownik ortograficzny języka polskiego PWN jako jedyna poprawna, była natomiast forma „Erewan”. Po decyzji KSNG o powrocie do nazwy stosowanej w Polsce do końca lat trzydziestych pojawiła się ona i w słowniku, a forma „Erewan” pozostała jako dopuszczalna, lecz niezalecana.

## Historia
- 782 p.n.e. – wzniesienie przez władcę Urartu Argiszti I warowni Erebuni, od której to nazwy wywodzi swe miano dzisiejsza stolica Armenii
- VII w. p.n.e. – wzniesienie twierdzy Tejszebaini przez króla Rusę II
- 585 p.n.e. – zniszczenie twierdzy Tejszebaini przez Scytów
- 658 – zdobycie przez Arabów
- 1387 – zdobycie i ograbienie przez Tamerlana
- 1513-1737 – w wyniku wojen persko-osmańskich Erywań czternastokrotnie zmieniał przynależność państwową
- 6 czerwca 1679 – zniszczenie przez trzęsienie ziemi
- 1747 – wejście w skład Chanatu Erywańskiego
- 1 października 1827 – przejęcie przez rosyjskie oddziały Iwana Paskiewicza z rąk Persów
- 1828 – wraz z okolicami Erywań znalazł się w granicach Imperium Rosyjskiego, co przyczyniło się do późniejszego rozwoju miasta
- 1837 – ustanowienie siedziby ujezdu – lokalnej jednostki podziału terytorialnego w ówczesnej Rosji
- 1874 – otwarcie pierwszej drukarni
- 1879 – powstanie pierwszego teatru
- 1898 – otwarcie linii kolejowych z Tyflisem, Aleksandropolem i Culfą i oddanie do użytku biblioteki publicznej
- 1913 – miasto połączone z siecią telefoniczną
- 28 maja 1918 – miasto stolicą Demokratycznej Republiki Armenii po odzyskaniu niepodległości przez Ormian
- 29 listopada 1920 – początek okupacji przez Armię Czerwoną
- 2 kwietnia 1921 – ostateczne przejęcie przez Sowietów, po uprzednim opanowaniu miasta przez lokalnych nacjonalistów
- 1939 – relokacja do Erywania instytutu Matenadaran, założonego w 405 w Wagharszapacie[5]
- 24 kwietnia 1965 – w związku z obchodami 50. rocznicy rzezi Ormian doszło do pierwszej w historii ZSRR demonstracji z udziałem miliona ludzi. Manifestanci domagali się uznania przez autorytety Związku Radzieckiego masakry Ormian z 1915 za ludobójstwo
- 1967 – odsłonięcie pomnika Cicernakaberd, upamiętniającego ludobójstwo Ormian[6]
- 1968 – obchody 2750. rocznicy powstania miasta
- 21 września 1991 – Erywań stolicą ponownie niepodległej Republiki Armenii
- kwiecień 1996 – olimpiada szachowa (mimo problemów Armenii spowodowanych konfliktem o Górski Karabach)
- 2012 – Erywań Światową Stolicą Książki UNESCO[7].

## Geografia

Podział administracyjny miasta na dzielnice

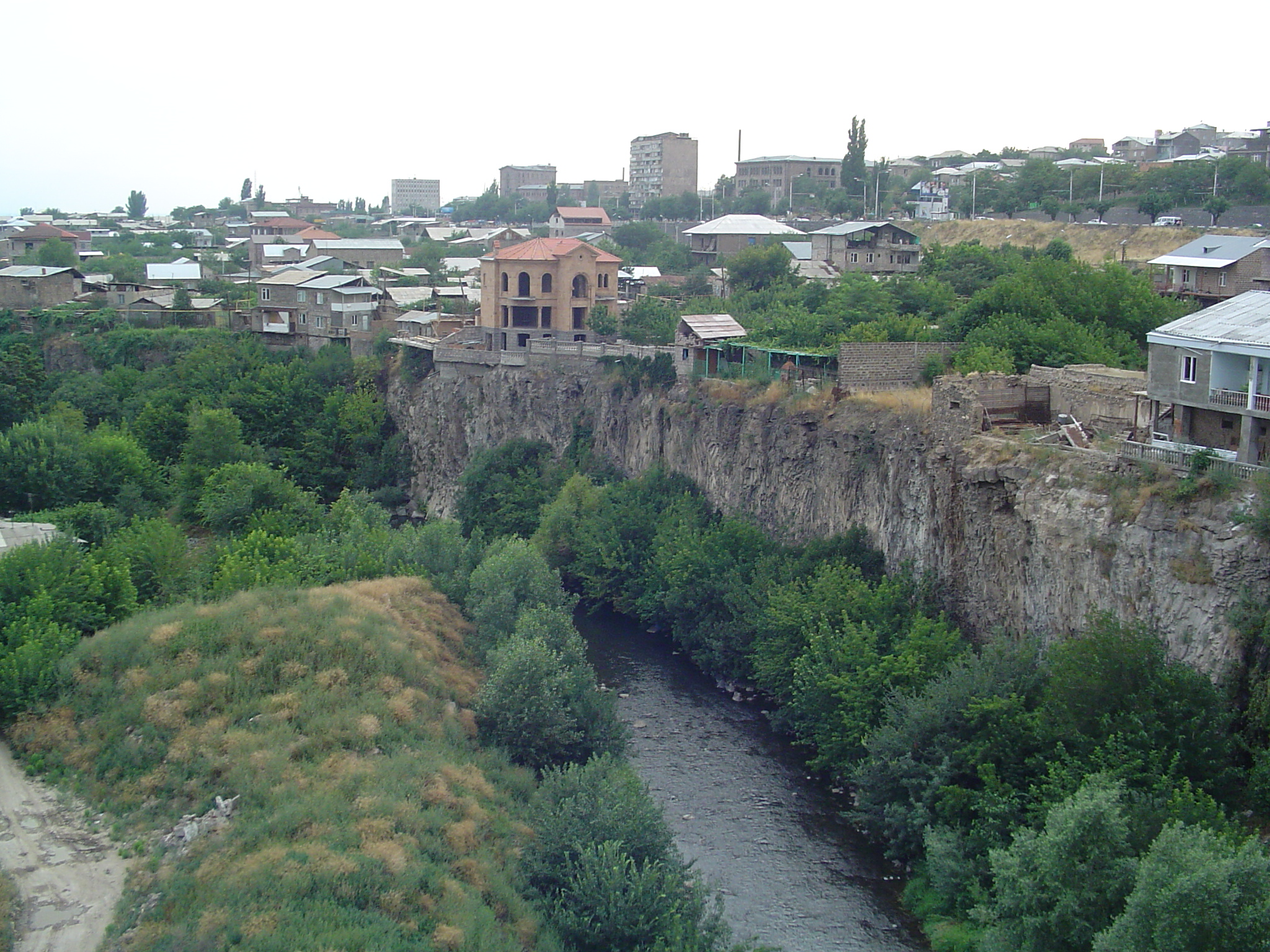
Rzeki Hrazdan przepływająca przez Erywań

Położony jest w dolinie rzeki Hrazdan między 950 a 1200 m n.p.m. w północno-wschodniej części Doliny Ararat z górującym nad miastem szczytem Ararat (obecnie położonym na terenie Turcji).
Jako miasto wydzielone otoczone jest przez 4 marzery – Aragacotn, Ararat, Armawir oraz Kotajk.
Miasto jest podzielone na 12 dzielnic administracyjnych:
- Adżapniak
- Arabkir
- Awan
- Dawtaszen
- Erebuni
- Kanakerr-Zejtun
- Kentron
- Malatia-Sebastia
- Nork-Marasz
- Nor Nork
- Nubaraszen
- Szengawit

## Demografia
Historyczny skład narodowościowy i etniczny na podstawie danych rosyjskich, radzieckich i ormiańskich:
- 1897[9]

1. Ormianie: 12 523 (43,17%)
2. Azerowie i Tatarzy: 12 359 (42,61%)
3. Rosjanie: 2 765 (9,53%)
4. Ukraińcy: 398 (1,37%)
5. Żydzi: 204 (0,7%)
6. Polacy: 190 (0,66%)
7. Gruzini: 141 (0,49%)
8. Asyryjczycy: 81 (0,28%)
9. Niemcy: 64 (0,22%)
10. Kurdowie: 64 (0,22%)

- 1926[10]

1. Ormianie: 57 259 (89,47%)
2. Azerowie: 4 968 (7,76%)
3. Rosjanie: 1 127 (1,76%)
4. Persowie: 141 (0,22%)
5. Gruzini: 91 (0,14%)
6. Asyryjczycy: 78 (0,12%)
7. Ukraińcy: 67 (0,10%)
8. Żydzi: 60 (0,09%)
9. Polacy: 45 (0,07%)
10. Niemcy: 38 (0,06%)

- 1939[11]

1. Ormianie: 174 484 (87,07%)
2. Rosjanie: 15 043 (7,51%)
3. Azerowie: 6 569 (3,28%)
4. Ukraińcy: 2 070 (1,03%)
5. Asyryjczycy: 328 (0,16%)
6. Gruzini: 264 (0,13%)
7. Grecy: 256 (0,13%)
8. Żydzi: 236 (0,12%)
9. Kurdowie: 179 (0,09%)
10. Białorusini: 151 (0,08%)
11. Polacy: 145 (0,07%)
12. Niemcy: 135 (0,07%)

- 2001[12]

1. Ormianie: 1 088 389 (98,63%)
2. Rosjanie: 6 684 (0,61%)
3. Jezydzi: 4 733 (0,43%)
4. Ukraińcy: 876 (0,08%)

Erywań jest głównym skupiskiem Polonii w Armenii i siedzibą Związku Polaków w Armenii „Polonia”, powstałego w 1995–1996.

## Klimat
Klimat ma charakter kontynentalny. Lata są gorące i suche (nierzadko temperatura osiąga +40 °C), a zimy relatywnie mroźne, natomiast opady występują tutaj rzadko (nieco ponad 300 mm rocznie).
| miesiąc                     | Sty  | Lut  | Mar  | Kwi   | Maj   | Cze   | Lip   | Sie   | Wrz   | Paź   | Lis  | Gru | rocznie |
| śr. temperatura (°C) dobowa | -5,5 | -3,5 | +4,5 | +12,5 | +17,0 | +22,5 | +25,5 | +25,5 | +20,5 | +14,0 | +5,5 | 0,0 | +11,5   |
| opady (mm)                  | 23   | 25   | 28   | 48    | 53    | 23    | 15    | 8     | 13    | 23    | 31   | 28  | 318     |

## Edukacja
W mieście funkcjonują uczelnie wyższe, m.in.:
- Erywański Instytut Rolniczy[14]
- Państwowy Uniwersytet w Erywaniu
- Narodowy Uniwersytet Politechniczny Armenii[15]
- Państwowy Uniwersytet Medyczny w Erywaniu im. Mkhitara Heratsiego

## Transport

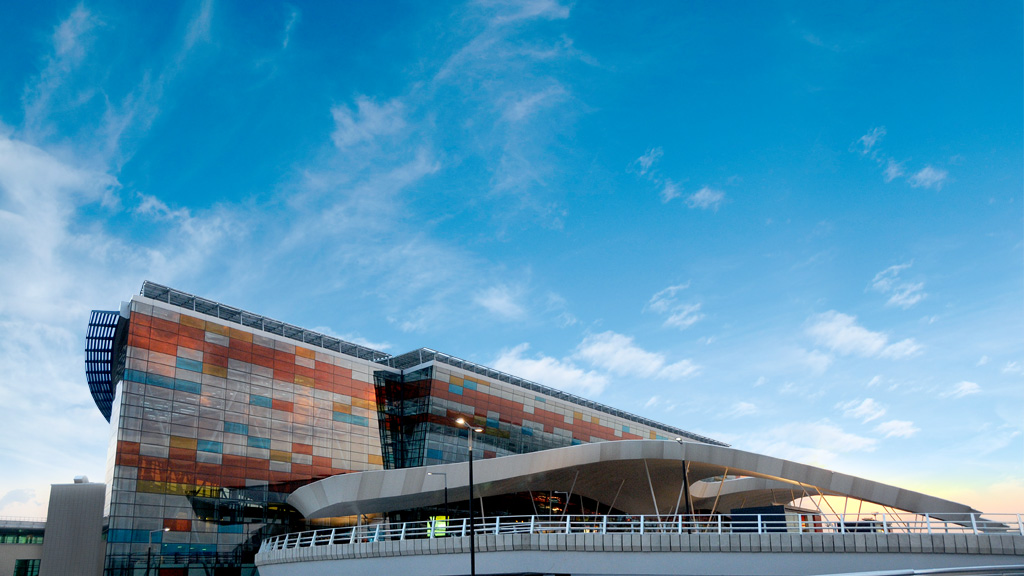
Port lotniczy Erywań

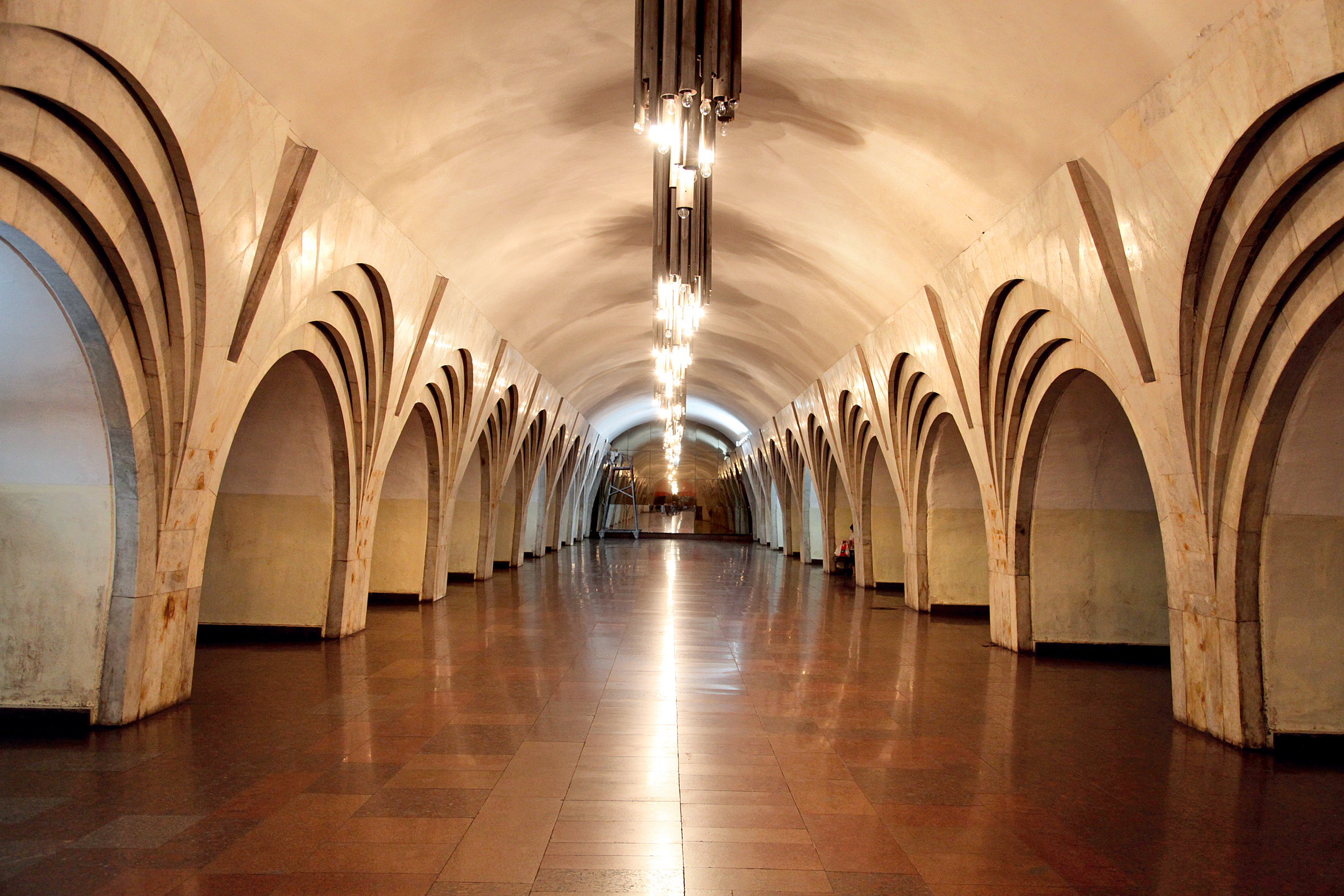
Metro – stacja Hanrapetutian hraparak

Transport lotniczy
Miasto jest obsługiwane przez dwa porty lotnicze. Międzynarodowy port lotniczy Zwartnoc znajduje się 10 km na zachód od centrum Erywania. W 2007 otwarto w nim nowy terminal sfinansowany przez biznesmena Eduardo Eurnekiana, który nabył port lotniczy. Drugim lotniskiem jest port lotniczy Erebuni, 7 km na południe od miasta. Wykorzystywane jest głównie przez siły zbrojne.
Transport miejski
Komunikacja miejska zasilona jest od 1949 przez trolejbusy. Do 2004 w mieście działała komunikacja tramwajowa. Transport publiczny obsługiwany jest również przez pojazdy typu van, zwane marszrutkami. Są tanim środkiem transportu miejskiego, wyręczającym autobusy. Ich połączenia obejmują całe miasto. Kursują też do innych miast w kraju. Połączenia kolejowe są słabo rozwinięte, stacja kolejowa Erywań.
Metro
Erywań od 7 marca 1981 posiada metro – uzasadniał to rozwój miasta, który ówcześnie przewidywał osiągnięcie przez miasto 1,5-2 milionów mieszkańców do 2000. Jego elementy były stopniowo oddawane do użytku, przy czym budowa dalszych odcinków została zatwierdzona. Tempo rozbudowy spadło po trzęsieniu ziemi w 1988 i kryzysie ekonomicznym pierwszej połowy lat 90. Obecnie posiada 10 aktywnych stacji (są nimi Gortsaranain, Shengavit, Charbakh, Garegin Njhdehi Hraparak, Sasuntsi Davit, Zoravar Andranik, Hanrapetutyan Hraparak, Yeritasardakan, Marshal Baghramian oraz Barekamutyun) i rozciąga się na 13,4 km.

## Najwyższe budynki
W 2020 w Erywaniu znajdowało się 10 budynków mających wysokość ponad 50 metrów.
| Miejsce | Nazwy najwyższych budynków | Wysokość (m) | Rok ukończenia |
| ------- | -------------------------- | ------------ | -------------- |
| 1       | Elite Plaza Busines Center | 85           | 2013           |
| 2       | Sayat-Nova 19              | 75,4         | 2016           |
| 3       | Mamikoniants 41            | 68,2         | 2010           |
| 4       | Amiryan 27                 | 67           | 2008           |
| 5       | Baghramyan 59              | 61           | 2015           |
| 6       | Rostom 29                  | 61           | 2009           |
| 7       | Aram Tower 1               | 57           | 2016           |
| 8       | Aram Tower 2               | 57           | 2016           |
| 9       | Dzorapi 40                 | 56           | 2010           |
| 10      | 12-14 Derenik Demirtchyan  | 50           | 2008           |

## Sport

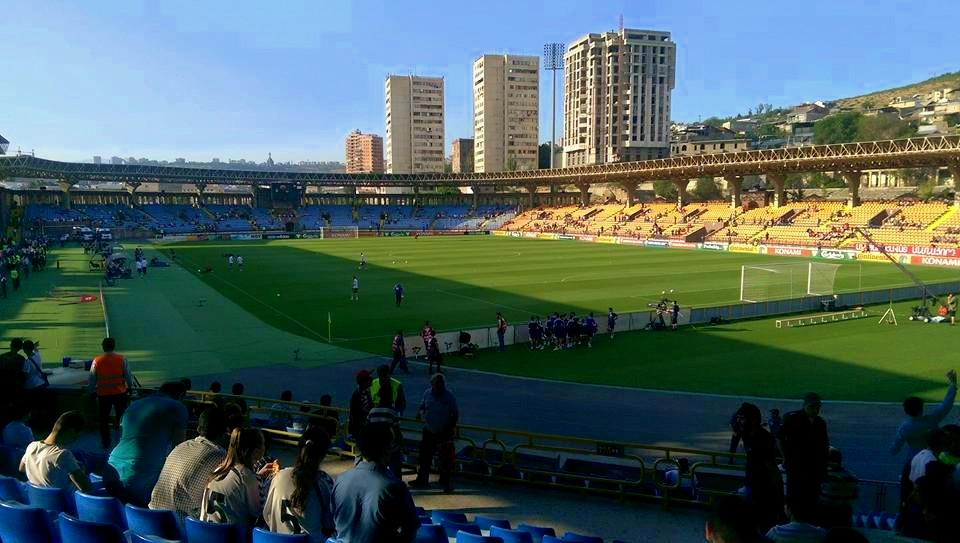
Stadion Republikański im. Wazgena Sarkisjana, na którym mecze rozgrywa piłkarska reprezentacja Armenii

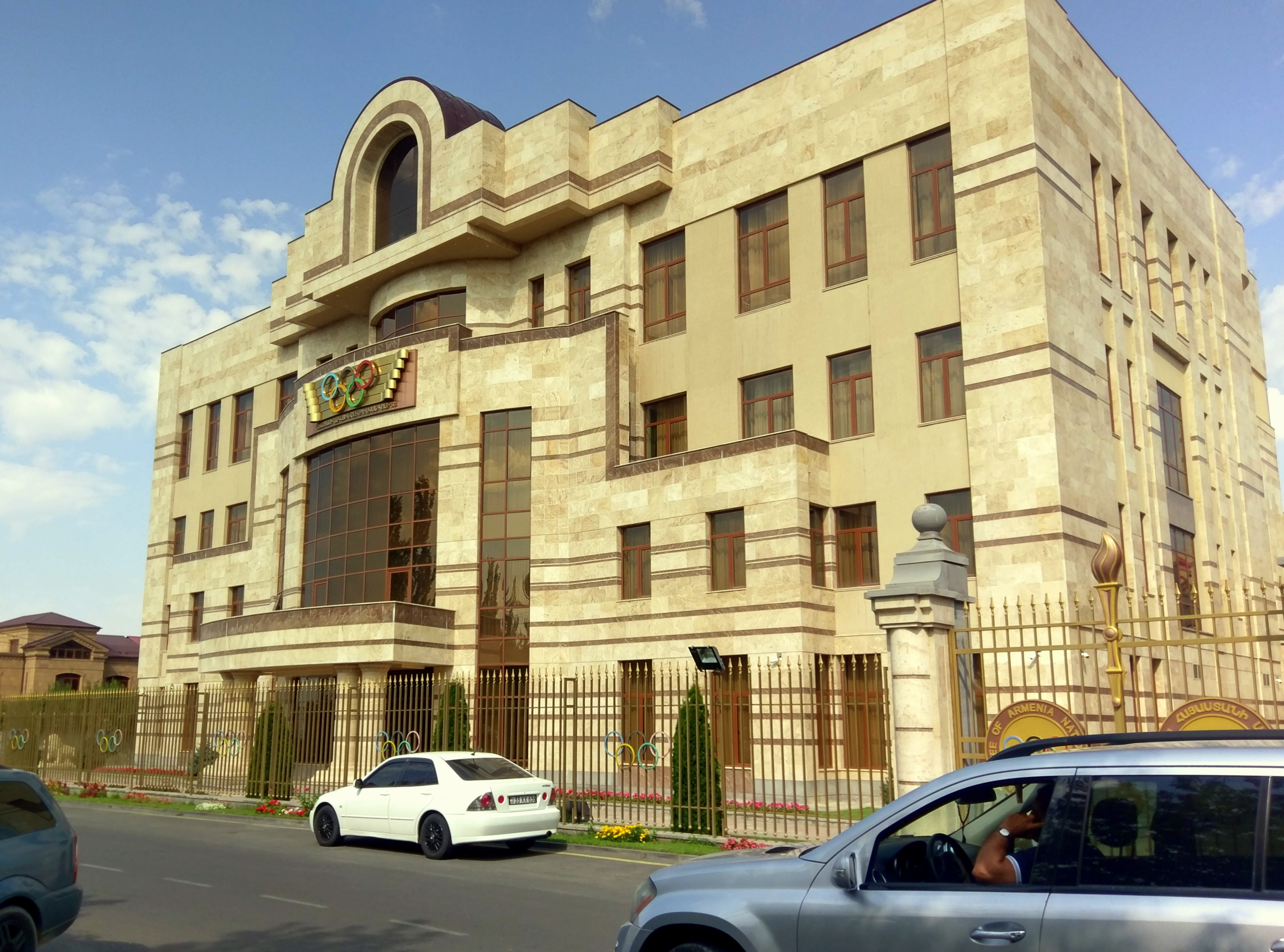
Siedziba Armeńskiego Komitetu Olimpijskiego

W Erywaniu mają swoje siedziby drużyny lokalnej piłki nożnej.
| Klub                  | Stadion                |
| --------------------- | ---------------------- |
| Ararat Erywań         | stadion Hrazdan        |
| Bananc Erywań         | stadion Bananc         |
| Kilikia Erywań        | stadion Hrazdan        |
| Ulis Erywań           | stadion Kazak          |
| Mika Erywań           | stadion Mika           |
| Piunik Erywań         | Stadion Republikański  |
| Erywań United FC      | Stadion Republikański  |
| Dinamo Erywań         | stadion Kasachi Marzik |
| Erebuni Erywań        | stadion Erebuni        |
| Kanaz Erywań          |                        |
| Malatia Erywań        |                        |
| Nairi Erywań          | stadion Nairi          |
| Van Erywań            |                        |
| Jerazank Erywań       |                        |
| FC Erywań             | stadion Hrazdan        |
| Ararat-Armenia Erywań | Stadion Republikański  |

## Osoby związane z miastem
- Wladimir Hakopian – szachista
- Wiktor Ambarcumian – astronom
- Lewon Aronian – szachista
- Aleksandr Harutiunian – kompozytor
- Dżiwan Gasparian – muzyk grający na duduku, kompozytor
- Aram Chaczaturian – kompozytor
- Sargis Howsepjan – piłkarz reprezentacji Armenii
- Władimir Kontariew – dyrektor Rosyjskiego Państwowego Chóru Kameralnego
- Edgar Manuczarian – piłkarz reprezentacji Armenii
- David Manojan – piłkarz reprezentacji Armenii
- Shavo Odadjian – basista (członek System of a Down)
- Lewon Paczadżjan – piłkarz reprezentacji Armenii
- Siergiej Paradżanow – reżyser filmowy
- Lewon Ter-Petrosjan – pierwszy prezydent Armenii w latach 1991–1998
- Sargis Sargsian – tenisista
- Sirusho – piosenkarka
- Emmy – piosenkarka
- Maléna – piosenkarka
- Henrich Mychitarian – piłkarz reprezentacji Armenii

## Główne atrakcje turystyczne
- plac Republiki – centralny plac miejski, miejsce spotkań i ceremonii. Znajdują się przy nim: Muzeum Historii Armenii i Narodowa Galeria Armenii, hotel Mariott Armenia, budynek rządowy, budynek Ministerstwa Spraw Zagranicznych, budynek poczty głównej oraz Ministerstwa Transportu i Komunikacji
- plac Wolności (dawniej: plac Teatralny) – miejsce protestów, znajduje się przy nim Ormiański Akademicki Teatr Opery i Baletu
- Matenadaran – muzeum przechowujące zabytki piśmiennictwa ormiańskiego
- Kaskady (Centrum Sztuki Cafesjana) – wiodące na wzgórze schody, ozdobione wieloma nowoczesnymi rzeźbami, pod którymi zlokalizowane są sale muzealne
- Błękitny Meczet – jedyny meczet w Erywaniu
- twierdza muzeum Erebuni
- ulica Abowiana – najważniejsza aleja miejska
- Narodowa Galeria Armenii – znajduje się w północnej części placu Republiki, w budynku, w którym mieści się także Muzeum Historii Armenii
- Muzeum Historii Armenii – znajduje się w północnej części placu Republiki, w budynku, w którym mieści się także Narodowa Galeria Armenii
- katedra św. Grzegorza Oświeciciela – największa świątynia w Armenii
- kościół Katoghike – najstarszy ocalały kościół w Erywaniu
- muzeum reżysera Sergieja Paradżanowa
- fabryka koniaku Ararat
- park Zwycięstwa – znajdują się tam: pomnik Matki Armenii, muzeum militarne i dawne wesołe miasteczko
- most Zwycięstwa
- mauzoleum muzeum Zagłady (Muzeum Ludobójstwa) w Cicernakaberd
- Wielki Most Hrazdan
- stadion Hrazdan
- dom szachowy
- synagoga
- ogród zoologiczny

## Galeria

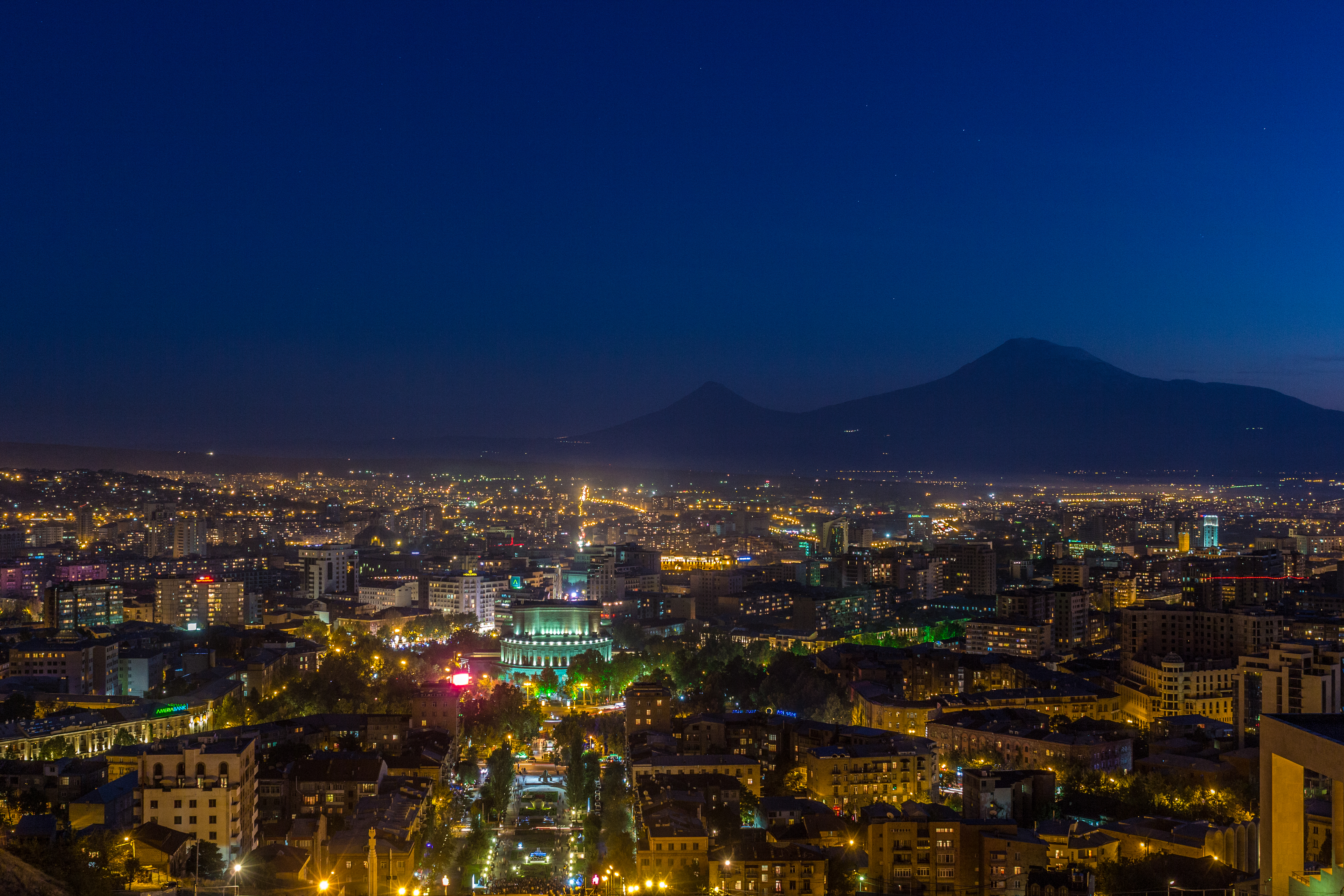
Erywań nocą
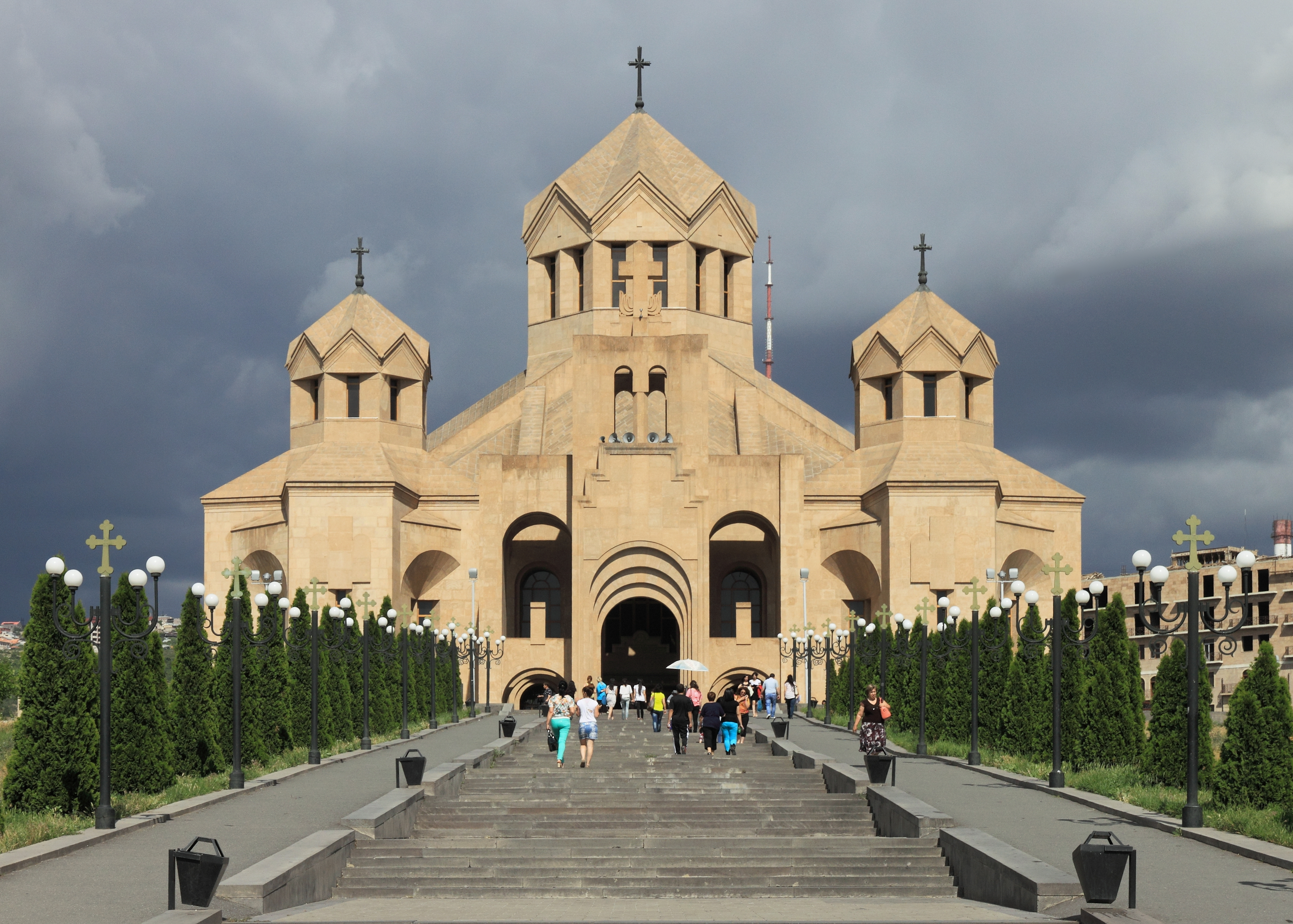
Katedra św. Grzegorza Oświeciciela
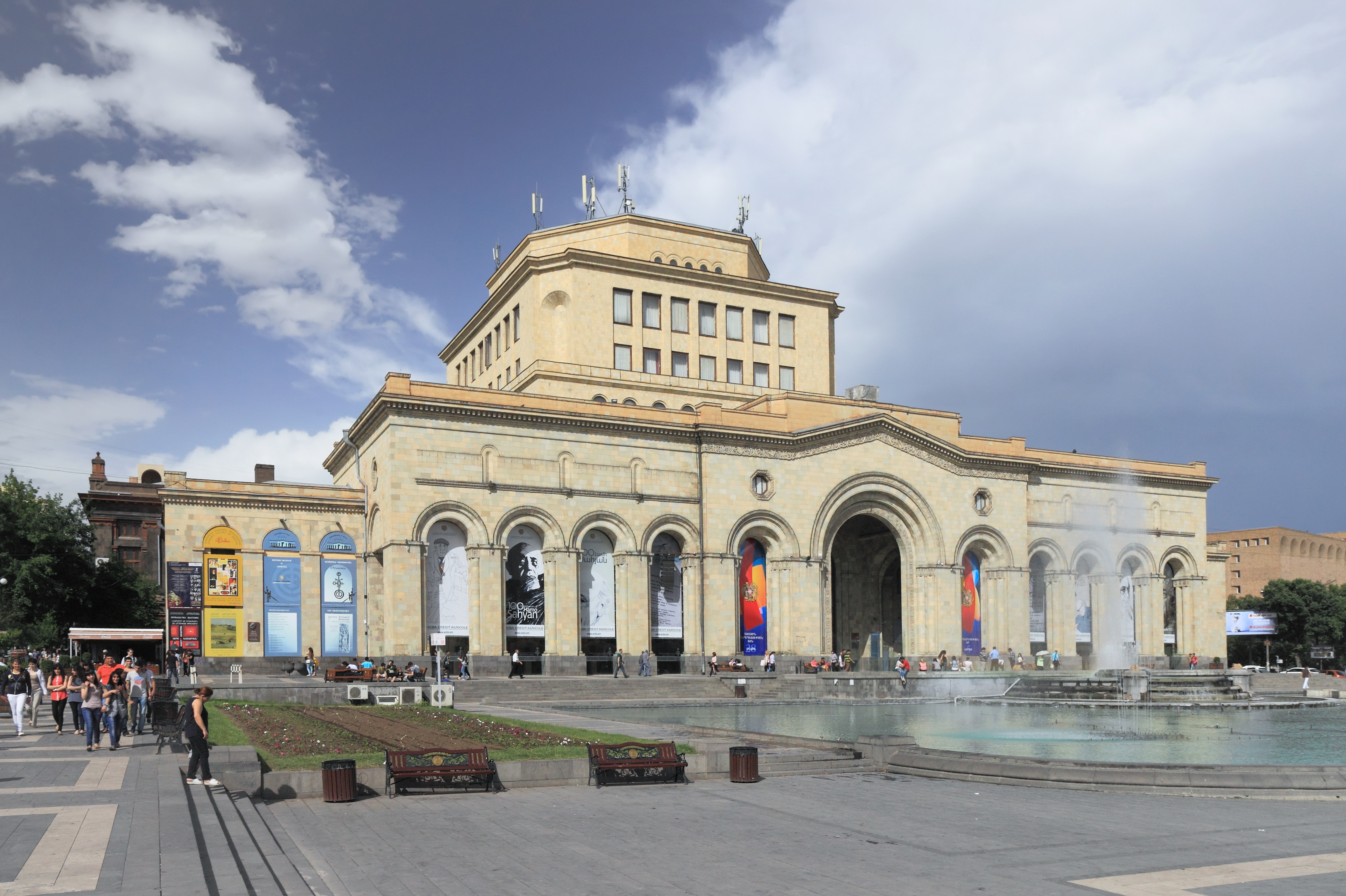
Narodowa Galeria Armenii i Muzeum Historii Armenii
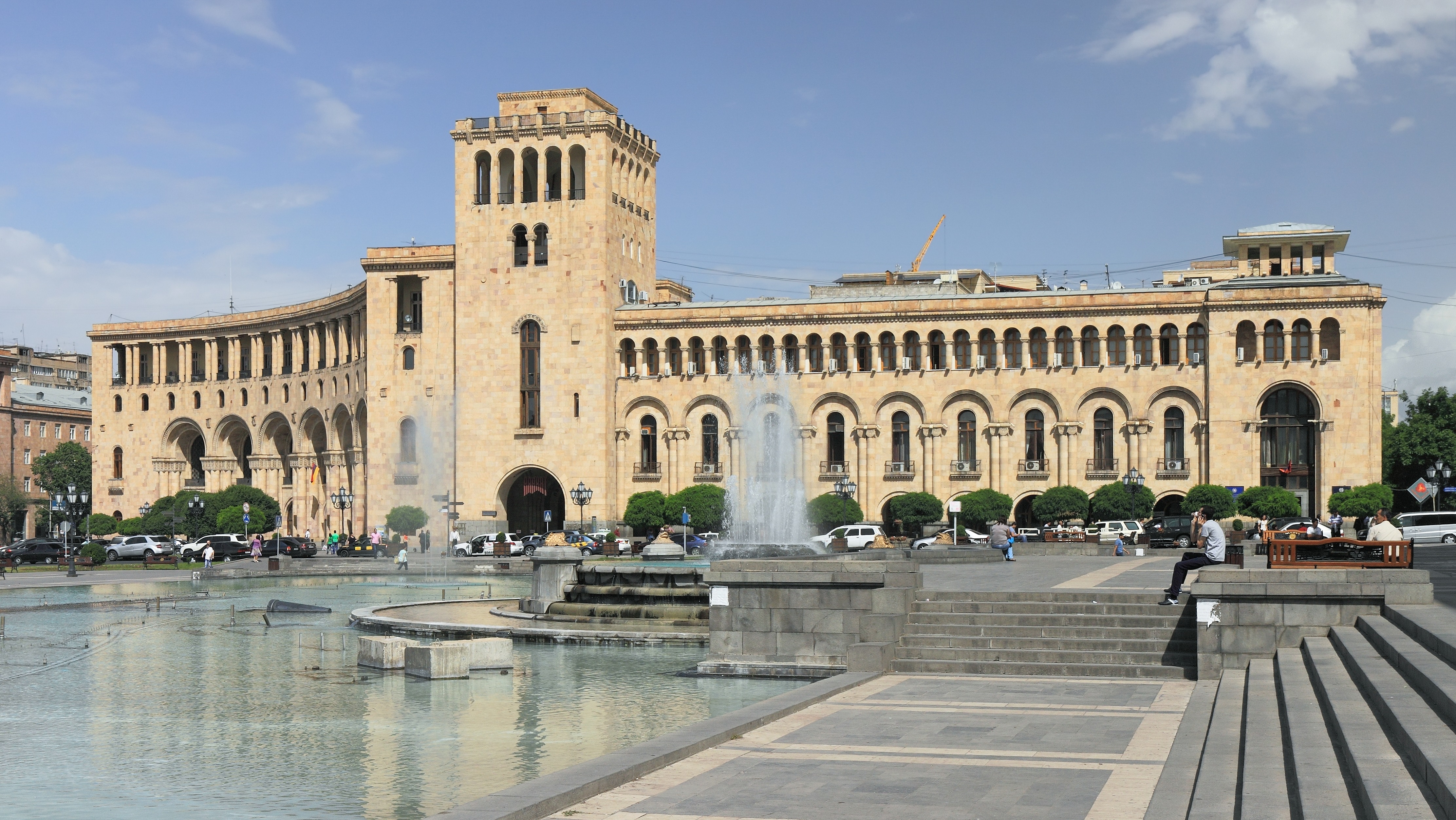
Budynek Ministerstwa Spraw Zagranicznych Armenii
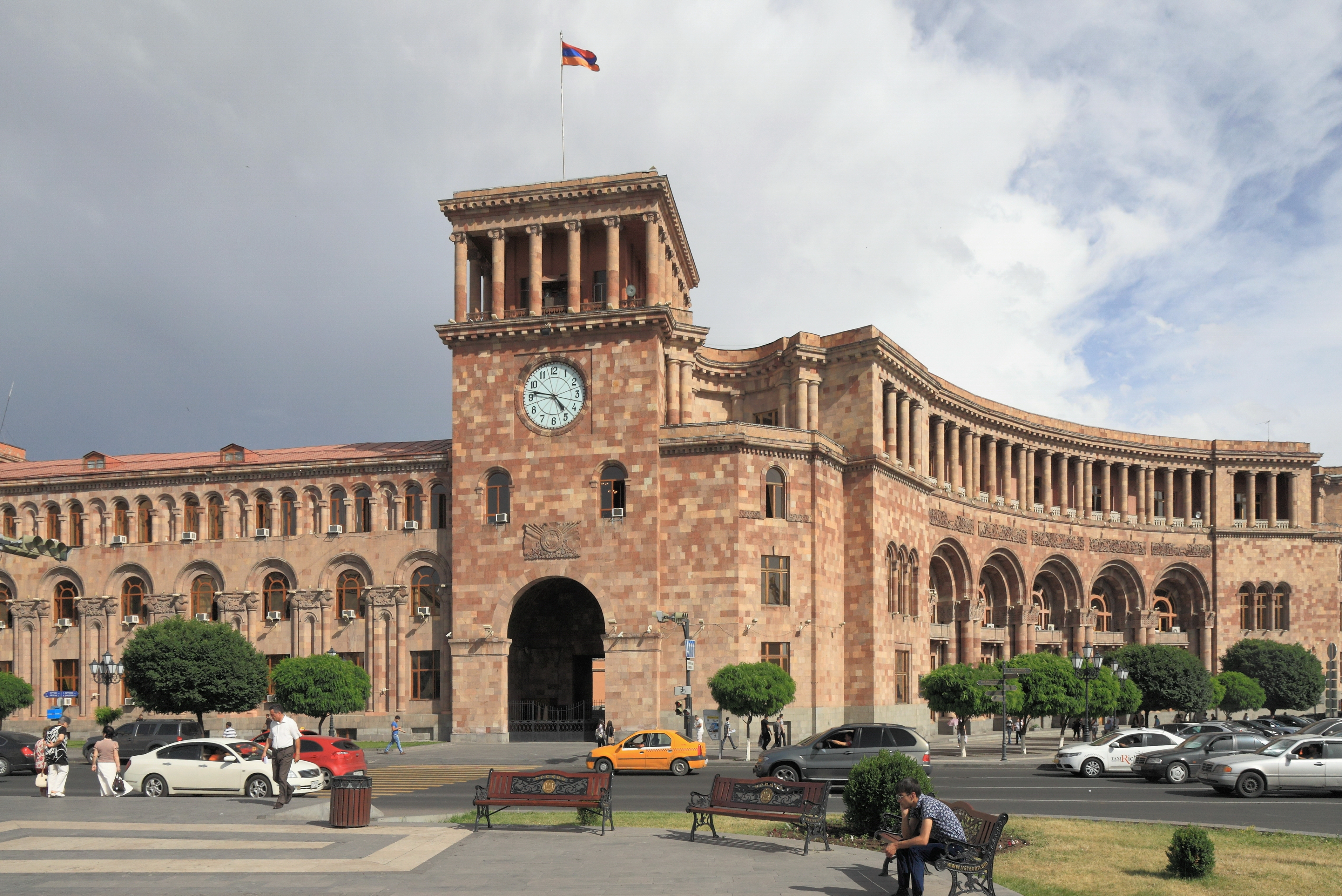
Budynek rządowy na placu Republiki
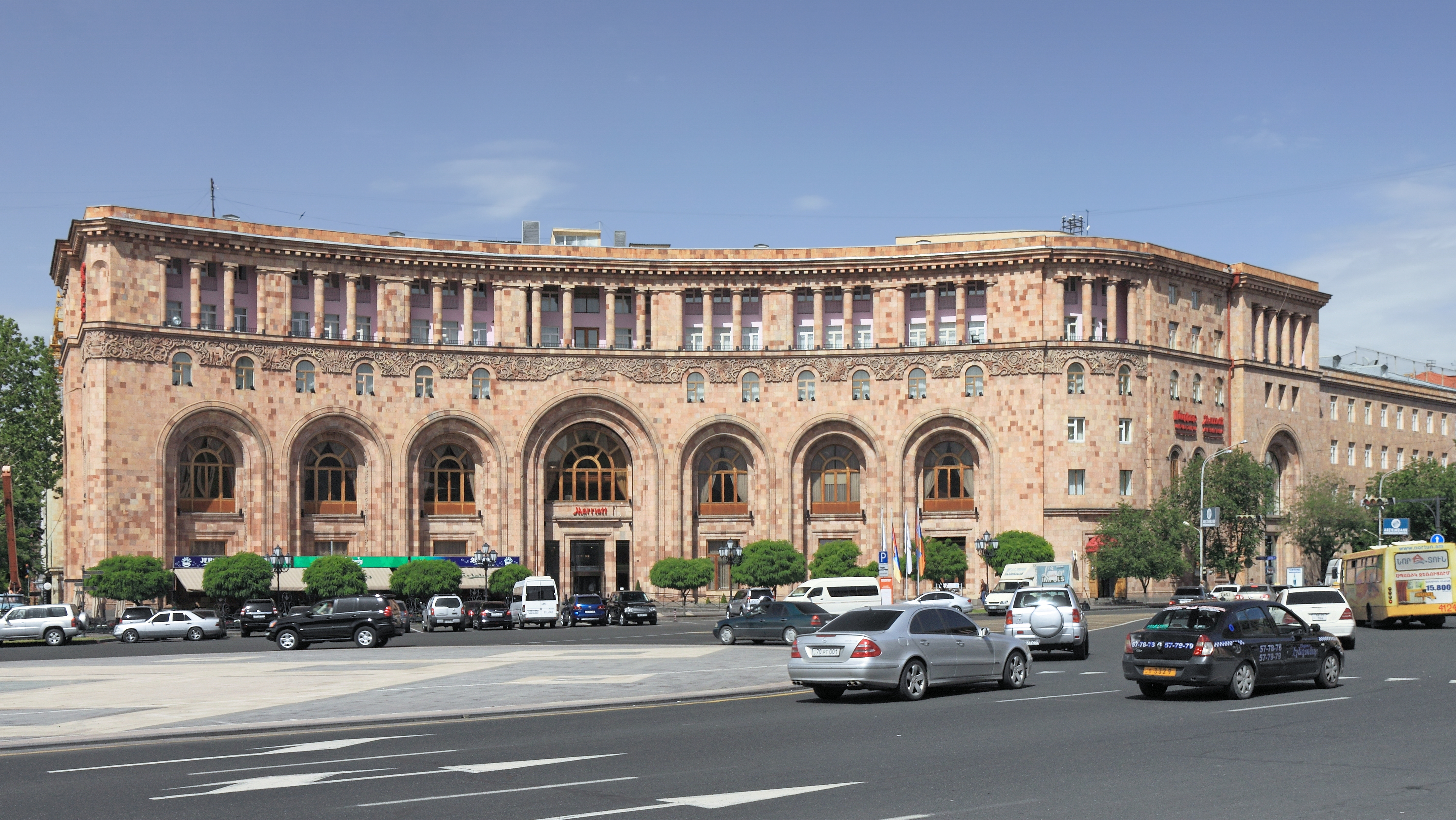
Hotel Armenia Marriott
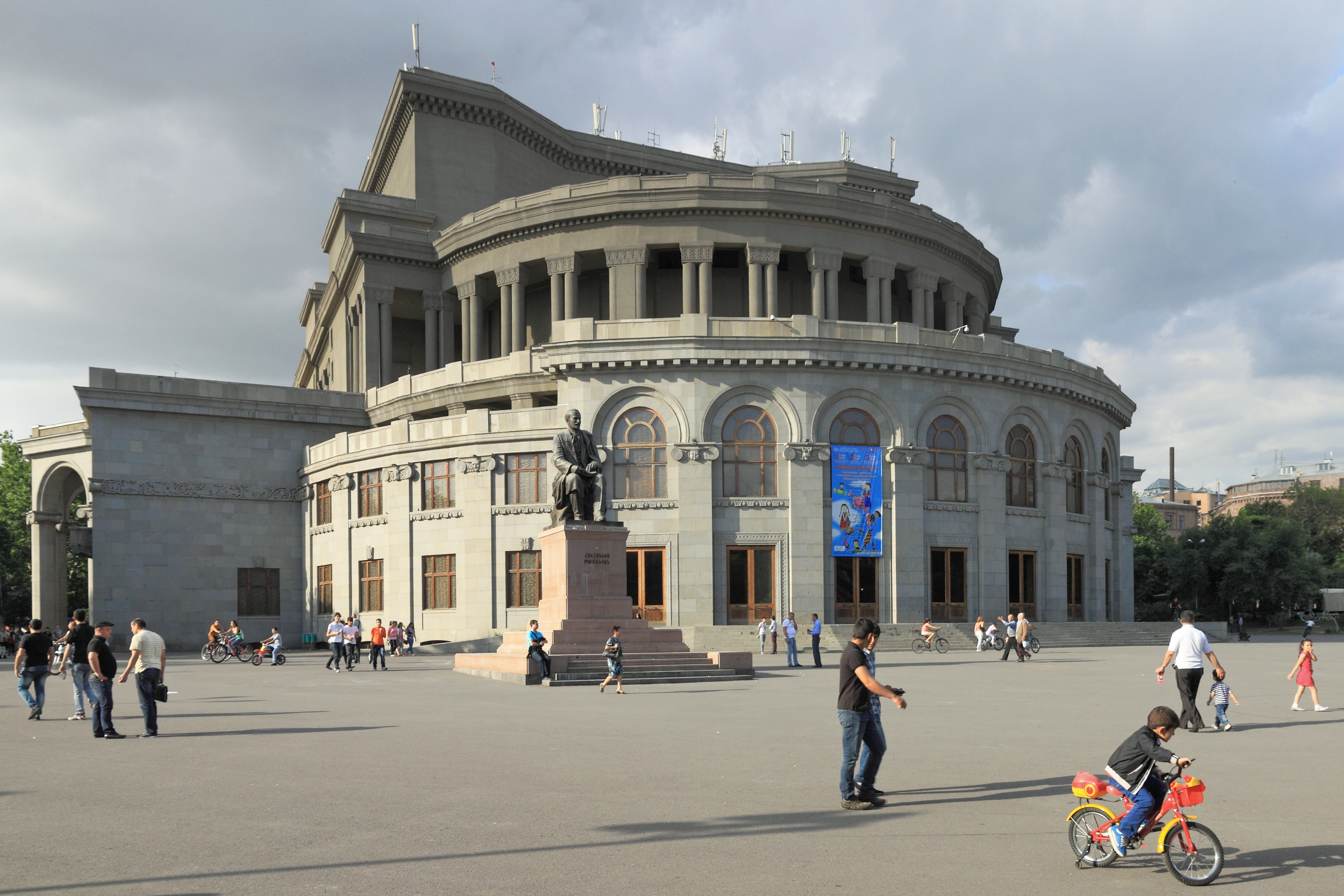
Ormiański Akademicki Teatr Opery i Baletu
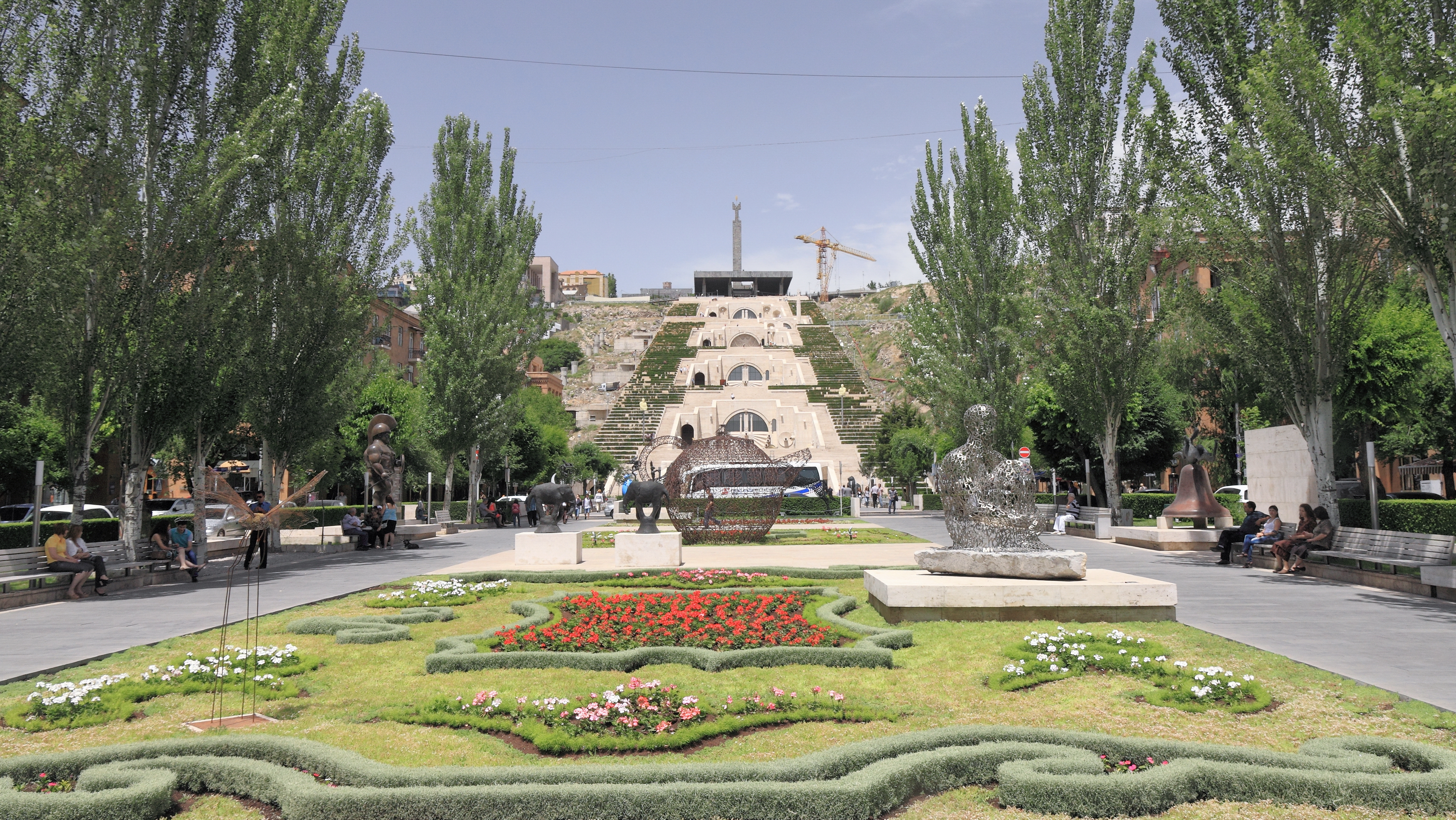
Park i Kaskady
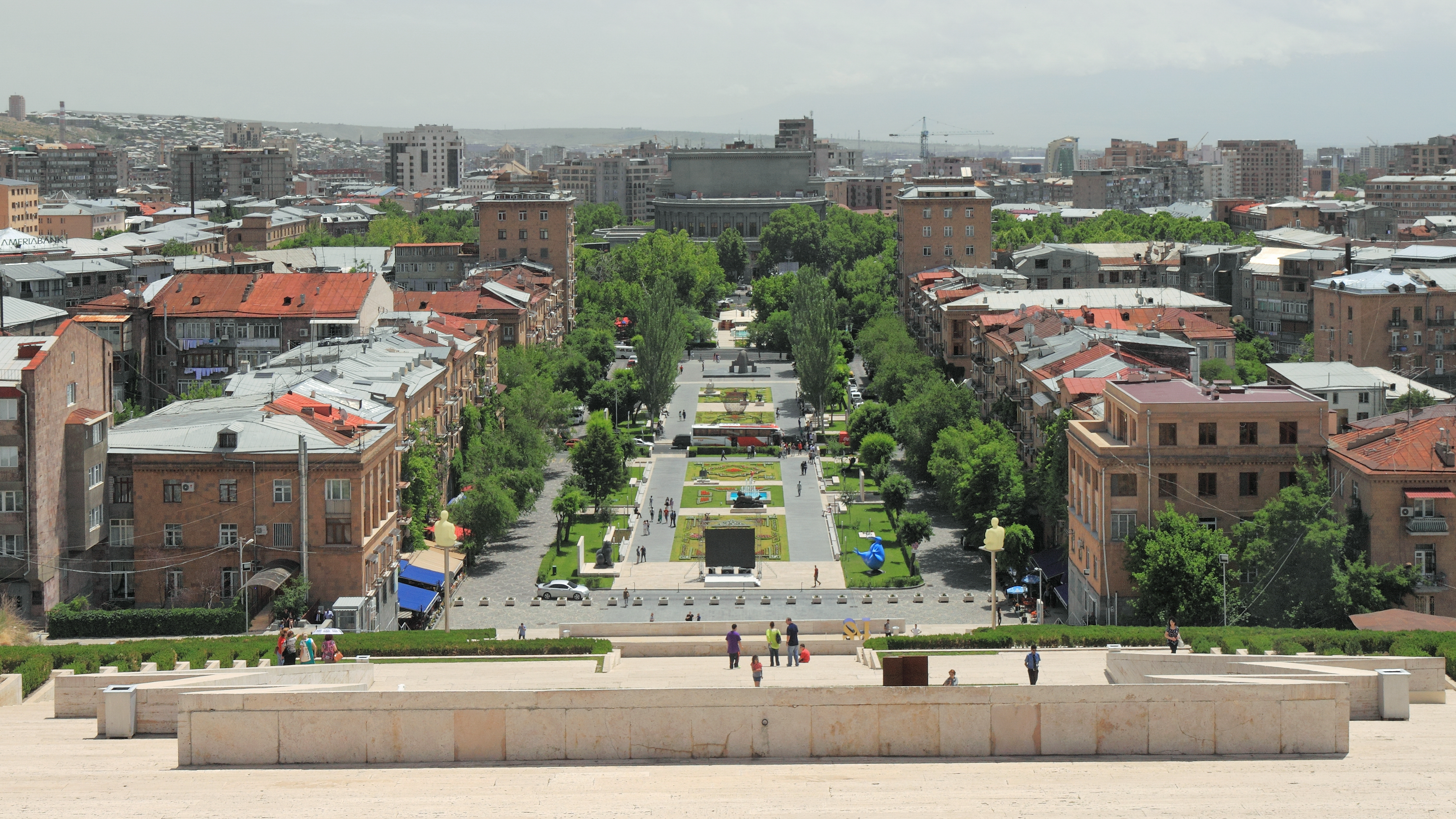
Widok z Kaskad na miasto (w tle budynek opery)
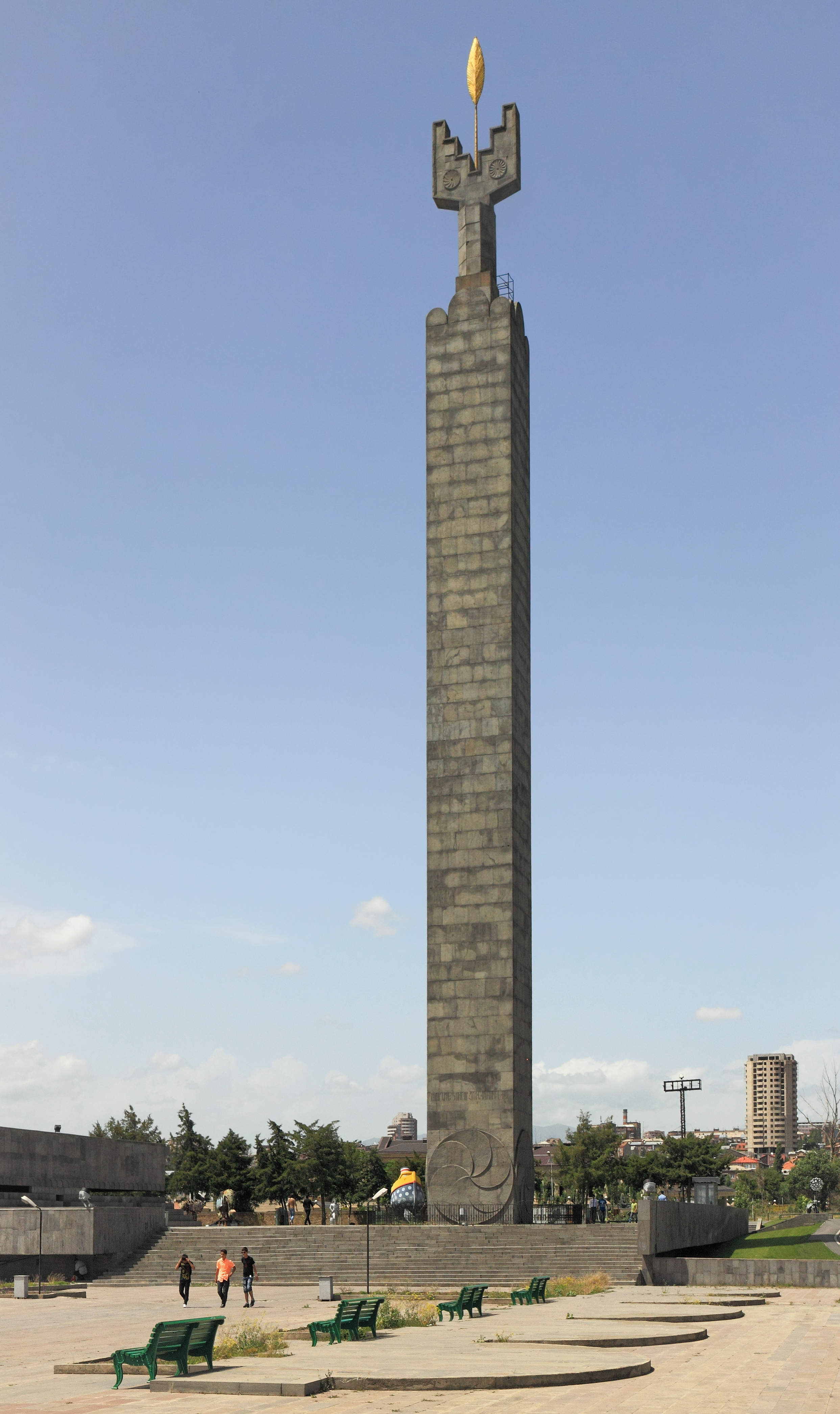
Pomnik Odrodzonej Armenii na szczycie Kaskad
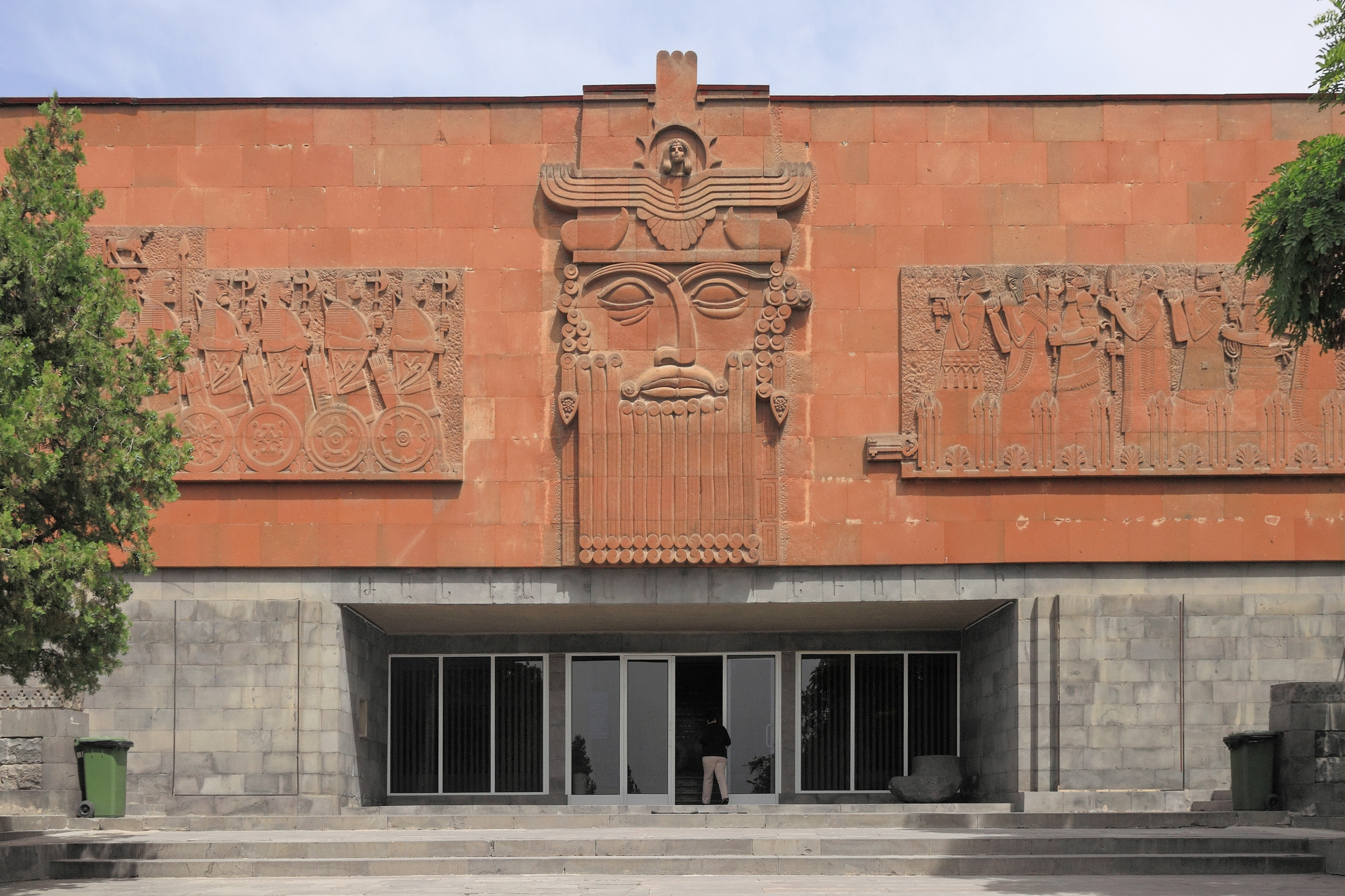
Muzeum Erebuni
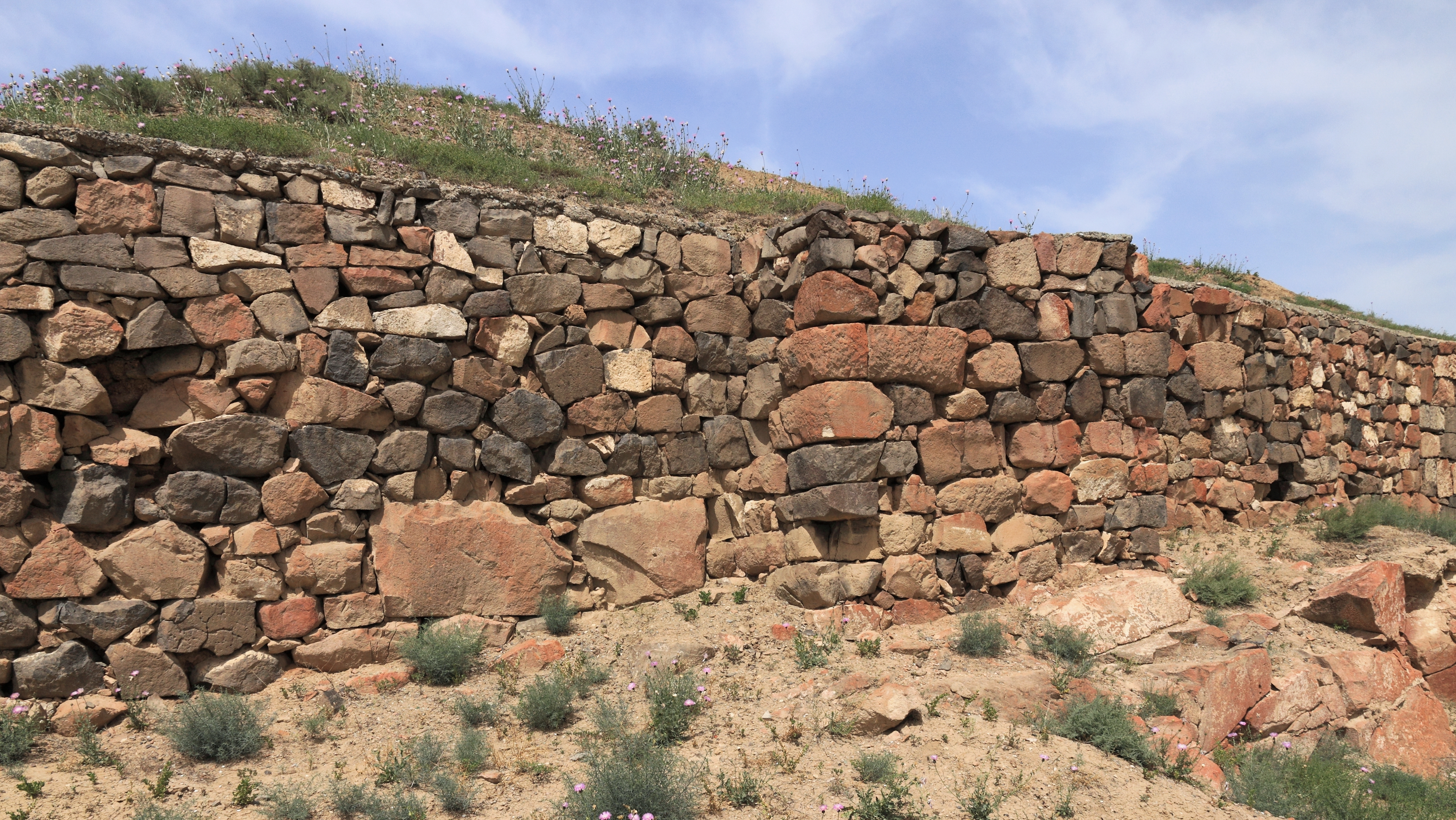
Ruiny twierdzy Erebuni
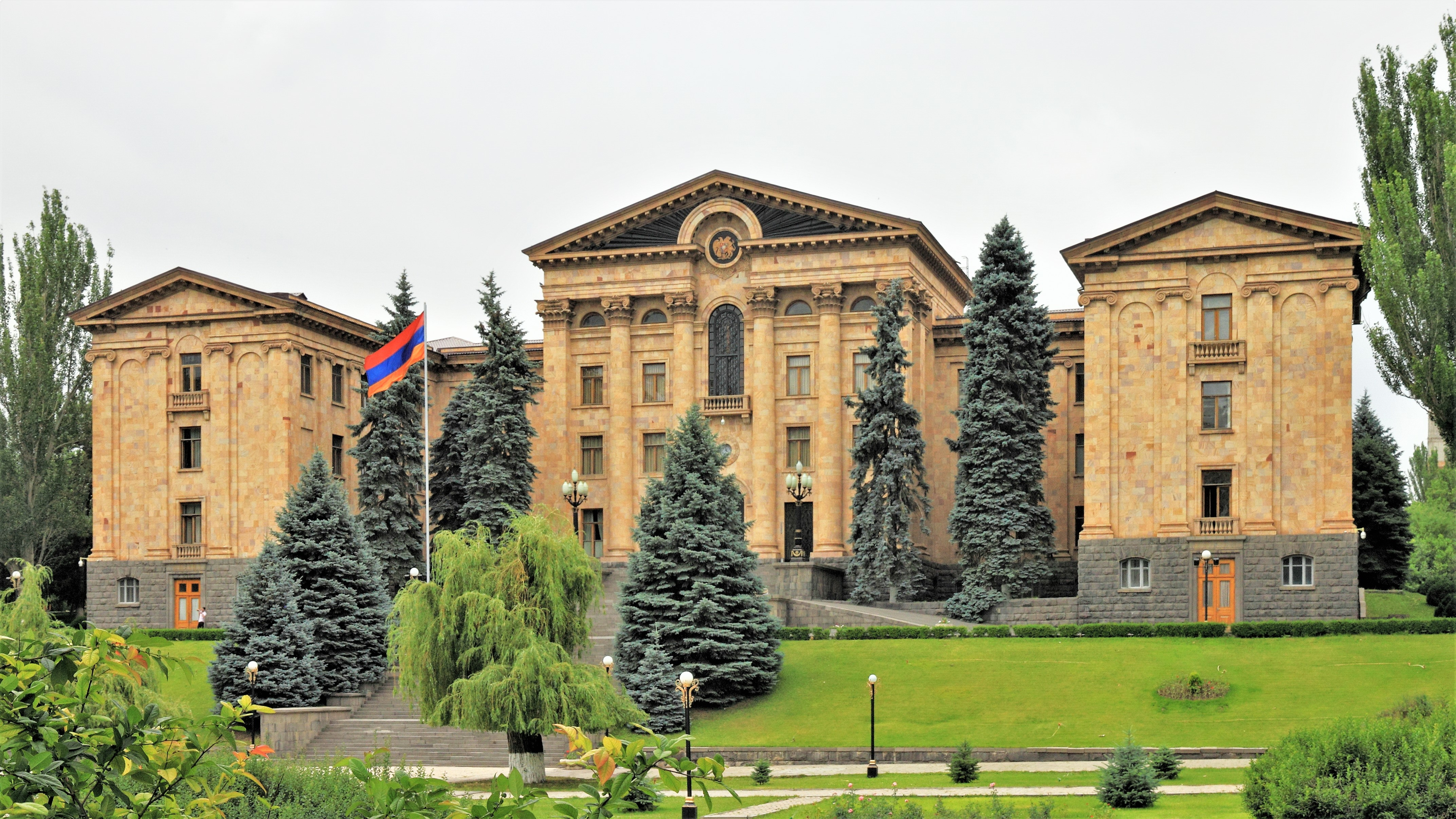
Budynek Zgromadzenia Narodowego Republiki Armenii
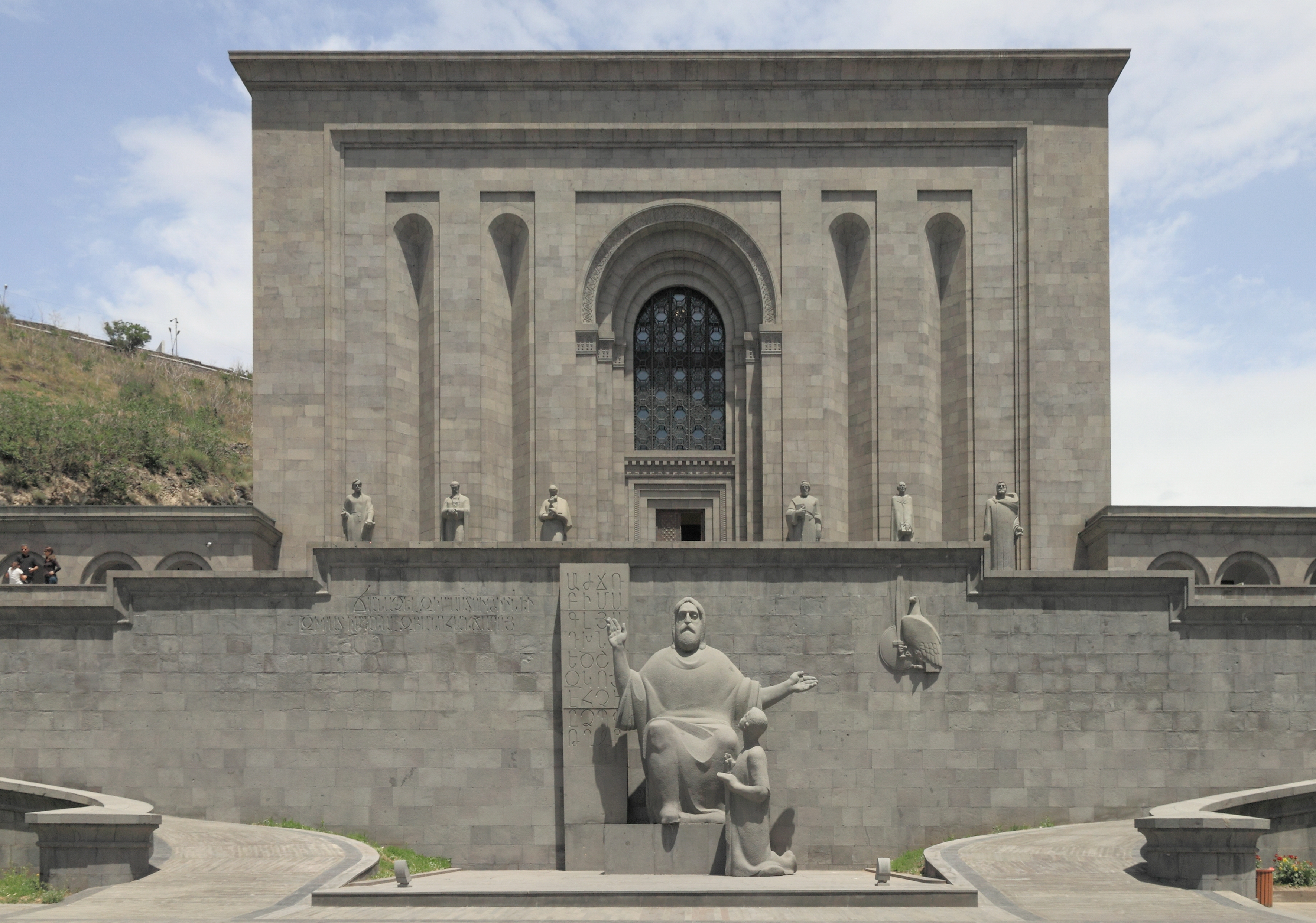
Matenadaran
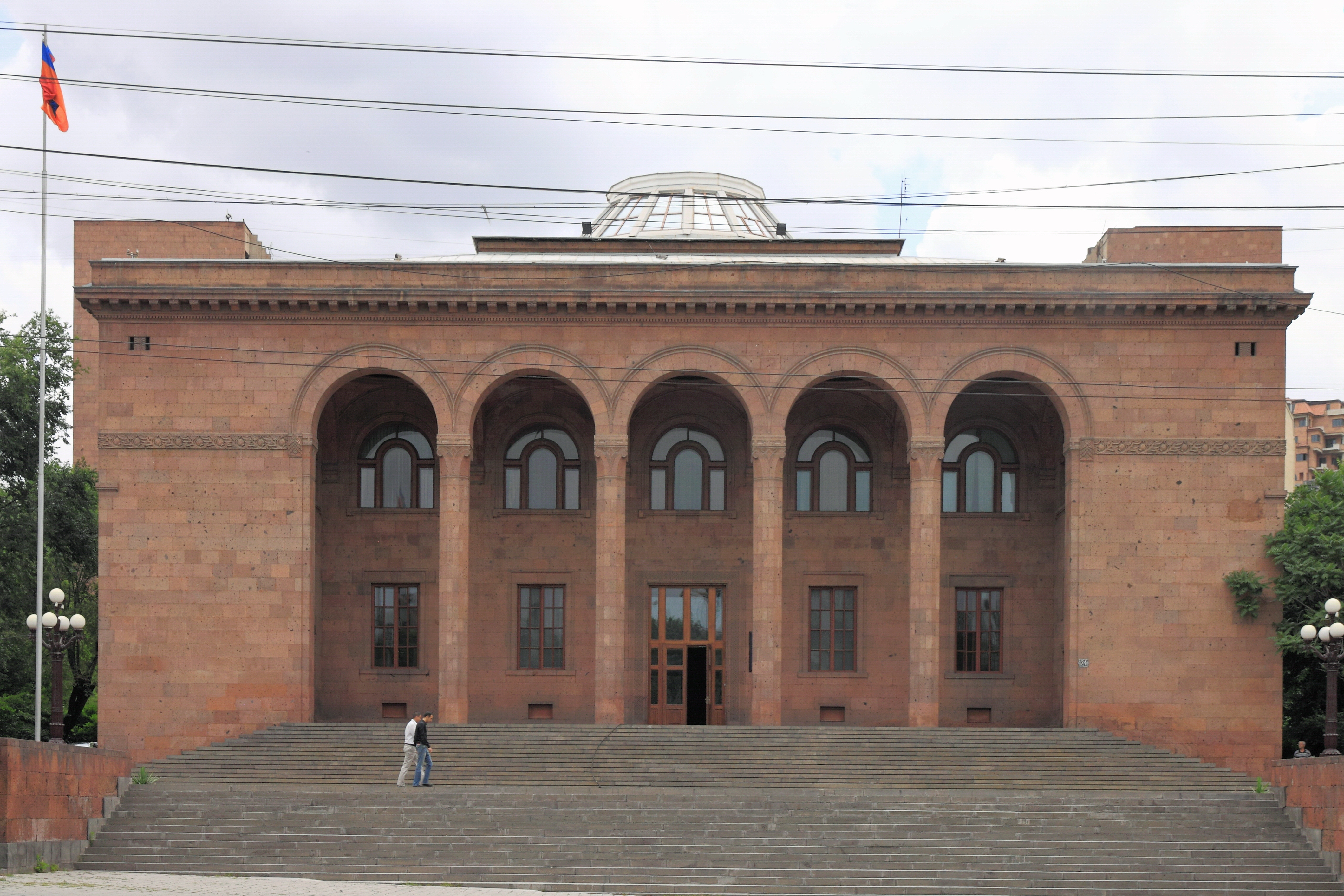
Armeńska Akademia Nauk

## Współpraca międzynarodowa
Miasta siostrzane:

- Amman, Jordania (2014)
- Antananarywa, Madagaskar (1981)
- Antony, Francja
- Bejrut, Liban (1997)
- Bratysława, Słowacja (28.04.2000)
- Buenos Aires, Argentyna (2000)
- Cambridge, Stany Zjednoczone (5.10.1987)
- Carrara, Włochy (12.09.1973)
- Damaszek, Syria (25.04.1997)
- Isfahan, Iran (5.05.1995)
- Kiszyniów, Mołdawia (25.05.2000)
- Los Angeles, Stany Zjednoczone (23.02.2007)
- Marsylia, Francja (25.01.1992)
- Montreal, Kanada (8.09.1998)
- Nicea, Francja (20.09.2007)
- Nowosybirsk, Rosja (10.10.2014)
- Odessa, Ukraina (25.11.1995)
- Rostów nad Donem, Rosja (20.04.2004)
- Ryga, Łotwa (2013)
- São Paulo, Brazylia (8.05.2002)
- Stawropol, Rosja (28.10.1994)
- Tbilisi, Gruzja (4.06.1996)
- Wołgograd, Rosja (29.05.1998)
- Wenecja, Włochy (15.12.2011)

Miasta partnerskie:

- Ateny, Grecja (15.10.1993)
- Aszchabad, Turkmenistan (04.2014)
- Arnouville, Francja (19.09.2009)
- Bukareszt, Rumunia (03.2013)
- Glendale, Stany Zjednoczone (2010)
- Delhi, Indie (09.2008)
- Gmina Draguignan, Francja (17.03.2017)
- Region Île de France, Francja (04.2011)
- Lyon, Francja (1993)
- Chanty-Mansyjsk, Rosja (11.10.2014)
- Królewiec, Rosja (11.2009)
- Kijów, Ukraina (14.09.1995)
- Krasnodar, Rosja (10.10.2014)
- Kazwin, Iran (9.10.2014)
- Mińsk, Białoruś (06.2002)
- Moskwa, Rosja (11.06.1995)
- Pekin, Chińska Republika Ludowa (29.07.2011)
- Pesaro, Włochy (21.04.2017)
- Petersburg, Rosja (19.06.1997)
- Le Plessis-Robinson, Francja (26.04.2006)
- Podgorica, Czarnogóra (9.06.1974)
- Rio de Janeiro, Brazylia (02.2007)
- Sofia, Bułgaria (09.2008)
- Warszawa, Polska (06.2013)
- Wiedeń, Austria
- Willoughby, Australia (06.2017)
- Toskania, Włochy (23.06.1996)
- Paryż, Francja (10.2011)